# Argimundo
Argimundo fue un noble hispano visigodo, líder de una conjura frustrada contra el rey Recaredo en el año 590.
La única fuente original que lo menciona es la crónica de Juan de Biclaro, que finaliza con este episodio. Según esta, Argimundo era duque de una provincia en Hispania y cubiculario (camarista) del rey; en el año 590 encabezó una rebelión encaminada a derrocar y asesinar a Recaredo, pero la conspiración fue descubierta antes de llevarse a cabo; sus cómplices fueron ejecutados, y Argimundo fue flagelado, decalvado, y tras amputarle la mano derecha, paseado a lomos de burro por las calles de Toledo como escarnio público.
A partir del escueto relato del Biclarense, autores modernos hicieron conjeturas sobre los detalles omitidos por la crónica: algunos sugirieron que Argimundo pudiera ser gobernador de la provincia Cartaginense,
de la Carpetania
o de Provenza; 
otros dicen que posteriormente fue decapitado 
o degollado. 
Tampoco está claro si su objetivo era implantar nuevamente el arrianismo, que había sido prohibido en el reino por el concilio de Toledo del año anterior, 
o si la conspiración era fruto de la propia ambición de Argimundo.